# Gonatas hebridalis
Gonatas hebridalis es una especie de coleóptero de la familia Passalidae.

## Distribución geográfica
Habita en las Islas Vanuatu.